# عماد (نافذة)

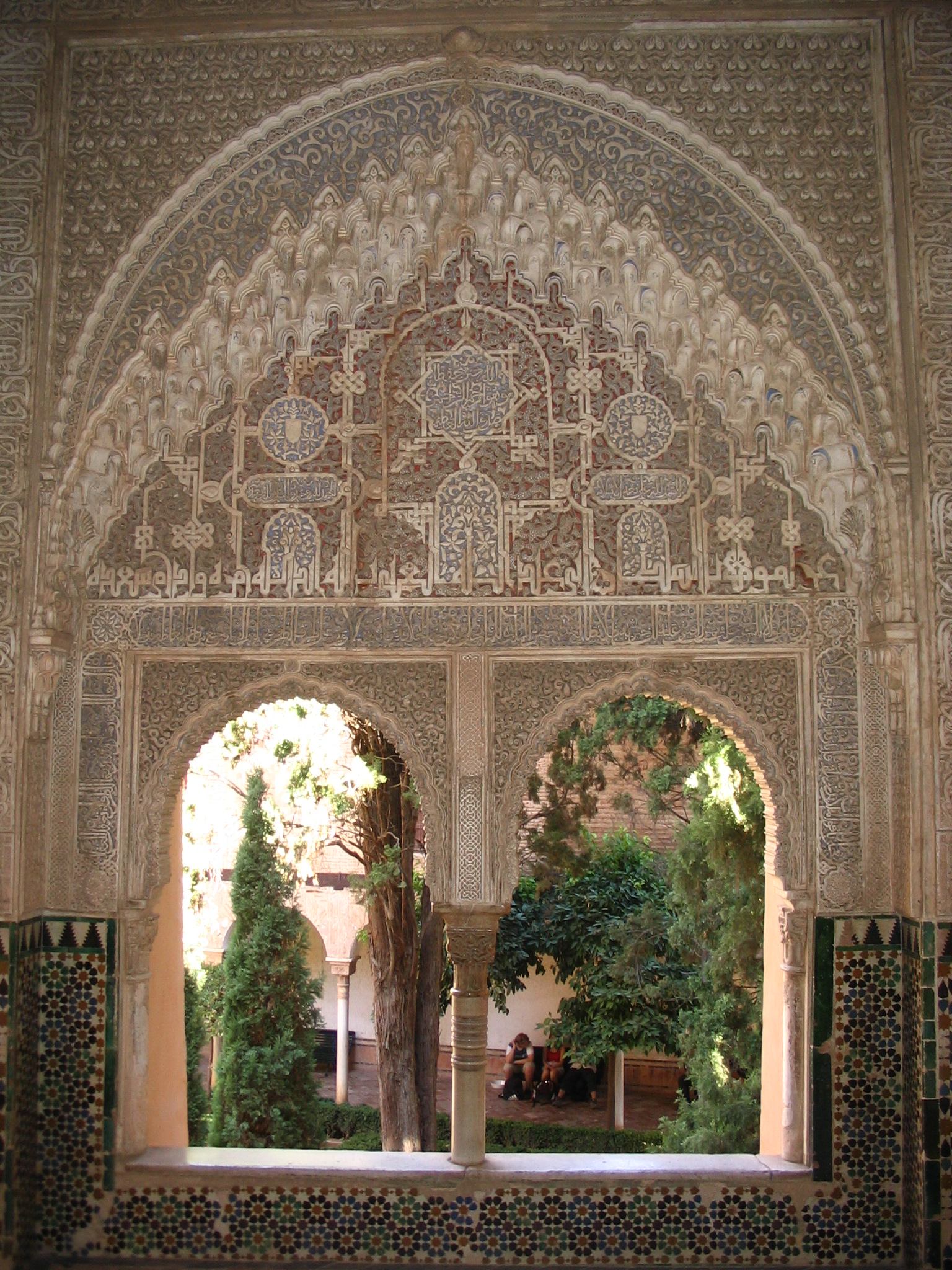
نافذة مغاربية في قصر الحمراء في غرناطة

العِماد هو عنصر رأسي يشكل تقسيمًا بين وحدات النافذة وقد يكون غرضه الزخرفة. غالبًا ما يستخدم أيضًا لفصل بين الأبواب المزدوجة. عند تقسيم وحدات النوافذ المجاورة فإن الغرض الأساس منها هو دعم صلب لتزجيج النافذة. والغرض الثانوي منه هو توفير الدعم الهيكلي لقوس أو عتبة أعلى فتحة النافذة. العناصر الأفقية التي تفصل رأس الباب عن النافذة أعلاه تسمى الرافدة المستعرضة.

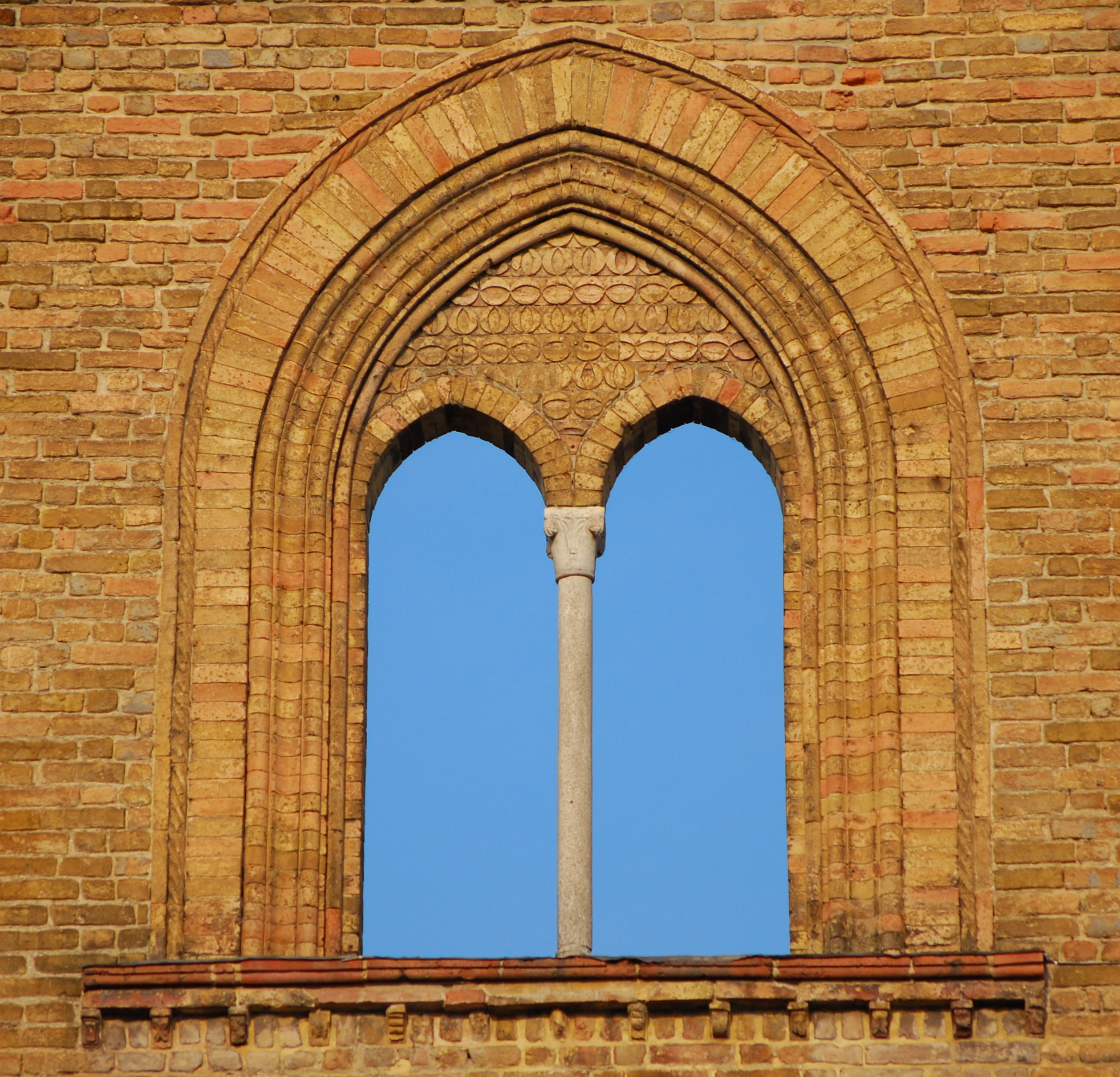
نافذة معمدة في كنيسة في لودي في لُمبَردية